# Coleophora albulae
Coleophora albulae é uma espécie de mariposa do gênero Coleophora pertencente à família Coleophoridae.